# Doxocopa majugena
Doxocopa majugena är en fjärilsart som beskrevs av Hans Fruhstorfer 1907. Doxocopa majugena ingår i släktet Doxocopa och familjen praktfjärilar. Inga underarter finns listade i Catalogue of Life.